# جانی کراوفورد
جانی کراوفورد (انگلیسی: Johnny Crawford؛ زادهٔ ۲۶ مارس ۱۹۴۶ – درگذشتهٔ ۲۹ آوریل ۲۰۲۱) یک هنرپیشه، و خواننده اهل ایالات متحده آمریکا بود. وی بین سال‌های ۱۹۵۴ تا ۱۹۹۹ میلادی فعالیت می‌کرد.